# Seseli sessiliflorum
Seseli sessiliflorum är en flockblommig växtart som beskrevs av Alexander Gustav von Schrenk. Seseli sessiliflorum ingår i släktet säfferötter, och familjen flockblommiga växter. Inga underarter finns listade i Catalogue of Life.